# Доббс против «Организации женского здоровья Джексона»
Доббс против «Организации женского здоровья Джексона» (англ. Dobbs v. Jackson Women's Health Organization) 597 U.S. 215 (2022) — историческое решение Верховного суда США. Верховный суд подтвердил, что Конституция США не устанавливает права на аборт. Решение суда отменило решение по делу «Роу против Уэйда» (1973) и Planned Parenthood v. Casey (1992), оставив за штатами право регулировать аспекты абортов, не защищенные федеральным статутным законом.  
Дело касалось соответствия Конституции США закона штата Миссисипи от 2018 года, запрещавшего большинство абортов по прошествии 15 недель беременности. Закон Миссисипи был основан на модели христианской юридической организации Alliance Defending Freedom с конкретным намерением затеять юридическую тяжбу, которая дошла бы до Верховного суда и привела бы к отмене решения по делу «Роу против Уэйда». В марте 2018 года Jackson Women's Health Organization, единственная клиника абортов в Миссисипи на тот момент, подала в суд на Томаса Э. Доббса, государственного санитарного инспектора из Департамента здравоохранения штата Миссисипи. Суды низшей инстанции предписали исполнение закона, основанном на решении по делу Planned Parenthood против Casey (1992), не позволявшее штатам запрещать аборты до возникновения жизнеспособности плода, как правило, в течение первых 24 недель, на том основании, что выбор женщины в отношении аборта в течение этого времени защищён пунктом о надлежащей правовой процедуре Четырнадцатой поправки к Конституции США.
Слушания в Верховном суде состоялись в декабре 2021 года. В мае 2022 года Politico опубликовала просочившийся проект мнения большинства, составленное судьёй Сэмюэлем Алито, эта утечка информации в значительной степени соответствовала окончательному решению. 24 июня 2022 года суд 6 голосами против 3 вынес решение, отменившее решения нижестоящих судов. Меньшее большинство из пяти судей присоединилось к мнению, отменяющему решение по делам «Роу против Уэйда» и «Planned Parenthood против Casey». Большинство постановило, что аборт не является ни конституционным правом, упомянутым в Конституции, ни основным правом, подразумеваемым концепцией упорядоченной свободы, которая исходит из дела «Палко против Коннектикута». Председатель Верховного суда Джон Робертс согласился с решением, поддержавшим закон Миссисипи, но не присоединился к большинству в мнении, отменяющем решение по делам «Роу» и «Кейси».
Влиятельные американские научные и медицинские сообщества, профсоюзы, редакционные коллегии, большинство представителей Демократической партии, религиозных организаций (включая иудейские организации и Протестантский мейнстрим) выступили против решения, в то время как Католическая церковь, большинство евангелических церквей и политиков-республиканцев поддержали решение. В ходе рассмотрения дела проходили многочисленные протесты. Были проведены противоречивые анализы влияния решения на уровень проведения абортов..  
Решение вызвало широкую критику и привело к глубоким культурным изменениям в американском обществе, связанным с абортами. После этого решения несколько штатов немедленно ввели ограничения на аборты или возродили законы, которые отменило решение по делам Роу и Кейси. По состоянию на 2024 год аборты значительно ограничены в 18 штатах и в подавляющем большинстве штатов на Юге США. На следующий год в национальных опросах общественного мнения поддержка легализации абортов выросла на 10–15%. В штатах Канзас, Монтана, Калифорния, Вермонт, Мичиган, Кентукки и Огайо были проведены референдумы, показавшие, как правило, со значительным или даже подавляющим перевесом поддержку права на аборт. 